# Pylorushypertrofie
Pylorushypertrofie, ook wel pylorusstenose of hypertrofische pylorusstenose genoemd, is een maagaandoening die baby's treft.
Bij deze aandoening is sprake van een verstoring van het maagledigingsproces door een vernauwing (stenose) van de maaguitgang, namelijk bij de overgang van de maag naar de twaalfvingerige darm. Hier bevindt zich een kringspier, de maagportier (pylorus), waar normaal gesproken de voeding en de rest van de maaginhoud passeert. Bij pylorushypertrofie is deze kringspier in dikte toegenomen (hypertrofie), waardoor de voeding niet meer kan passeren. De maagportier gaat niet goed open, of niet op het juiste moment, zodat de druk in de maag oploopt en de maaginhoud via de mond krachtig naar buiten spuit. Soms houdt het kind zo weinig voeding binnen dat de groei achterblijft.
Pylorushypertrofie komt vooral voor bij jongetjes van ongeveer twee tot zes weken oud, hoewel ook meisjes het kunnen krijgen. Het komt bij ongeveer drie op de 1000 baby's voor. Na de vroege zuigelingenperiode komt het eigenlijk niet meer voor.
De oorzaak is onbekend. Als het al in de familie voorkomt, is de kans groter dat de baby het ook zal hebben. Van alle baby’s met deze aandoening, komt het bij zo’n vijftien procent in de familie voor. bij jongens vaker dan bij meisjes.
De toekomst voor een baby met pylorushypertrofie hangt ervan af wanneer de diagnose wordt gesteld en/of de baby in een goede conditie verkeert. Normaal gesproken zijn de vooruitzichten zeer goed te noemen. Het risico dat een baby aan pylorushypertrofie zal overlijden is minder dan een procent.

## Ziektebeeld
Pylorushypertrofie wordt vaak pas waargenomen wanneer de baby zo'n twee of drie weken oud is, doordat de baby na de voeding begint over te geven, aanvankelijk af en toe een klein beetje, maar later na elke voeding en na enige tijd zal het spugen steeds krachtiger worden. Het is ook niet zomaar overgeven, maar vaak het zogenoemde projectielbraken, dat wil zeggen dat de voeding met kracht in een boog uitgespuugd wordt. De melk ligt dan vaak aan het voeteneind van het bedje. Als de slokdarm geïrriteerd raakt kan er ook bloed in het braaksel zitten. Een baby met een vernauwde maaguitgang zal vaak gedurende of meteen na het voeden overgeven, maar er kan ook wel een paar uur tussen zitten.
Door het spugen krijgt de baby nauwelijks voedsel en veel te weinig vocht binnen. Hierdoor zal er niet veel voedsel in het darmkanaal terechtkomen, waardoor de baby snel zal afvallen en uitdrogen. Wanneer een baby uitdroogt, gaat hij nog slechter drinken en wordt hij suf en slapjes. De ogen van de baby gaan dieper in de kassen liggen en de fontanel is verzonken.

## Diagnose
Dat er sprake is van pylorusstenose kan vastgesteld worden door een algemeen lichamelijk onderzoek, hier kan men meestal door de buikwand zien dat de maag aan het samenkrampen is. Ook de verdikte kringspier is vaak gedurende het lichamelijk onderzoek door de buikwand te voelen. De kringspier is bij deskundige palpatie van de buik meestal te voelen als een zwelling ter grootte van een olijf. Ook op een echo is dit te zien. Door middel van een echo kan de diagnose met zekerheid vastgesteld worden.

## Behandeling
Een behandeling voor de baby met pylorushypertrofie bestaat uit een chirurgische ingreep (pyloromiotomie) en moet zo snel mogelijk uitgevoerd worden. De verdikte spier wordt gekliefd tot op het slijmvlies. De spier ontspant daarna, het voedsel kan weer passeren, en de klachten zijn verdwenen. Tevens wordt de zeer nieuwe behandeling van het verwijden van de maaguitgang door middel van een endoscopische ballonkatheter uitgevoerd.
Hoewel de operatie op zich niet heel moeilijk is, maakt de grootte van het patiëntje het toch tot een precaire zaak.
Nadat de operatie uitgevoerd is krijgt de baby zijn eerste voeding al binnen zes uur; geleidelijk aan wordt de hoeveelheid voeding uitgebreid. In de meeste gevallen mogen kinderen twee dagen nadat de operatie uitgevoerd is weer naar huis toe.

## Pylorusatresie
Naast een hypertrofie is het ook mogelijk dat er een complete afsluiting of het niet aanleggen van de pylorus is. Dit wordt een pylorusatresie genoemd, waarbij al in de eerste dagen na de geboorte klachten optreden van spugen en veel maagretentie. Dit beeld is zeer zeldzaam. In sommige gevallen is dit geassocieerd met epidermolysis bullosa. 

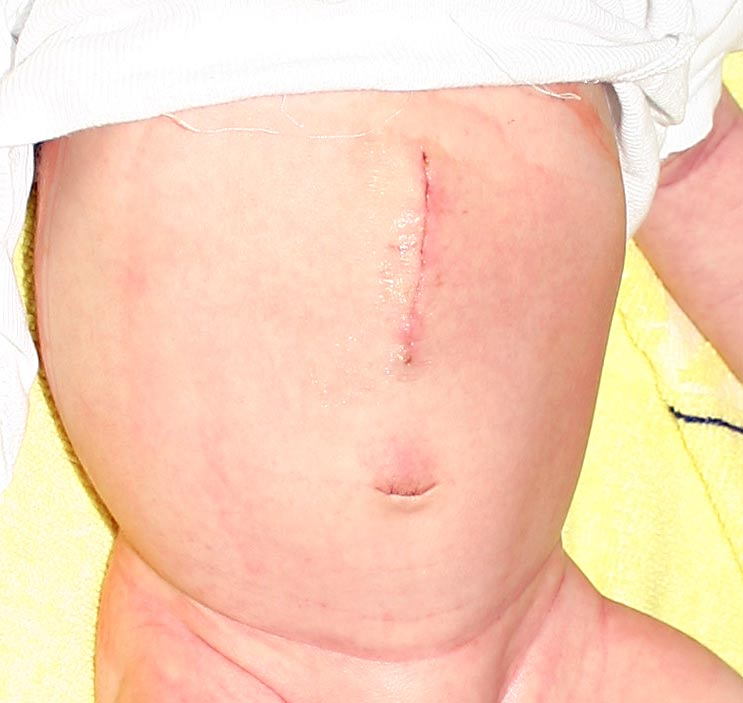
Groot verticaal litteken van pyloromiotomie 30 uur na de operatie bij een baby van 1 maand oud
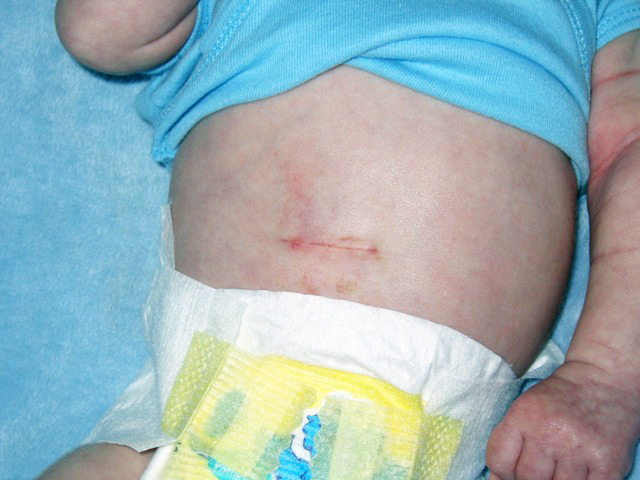
Horizontaal litteken van pyloromiotomie 10 dagen na de operatie bij een baby van 1 maand oud
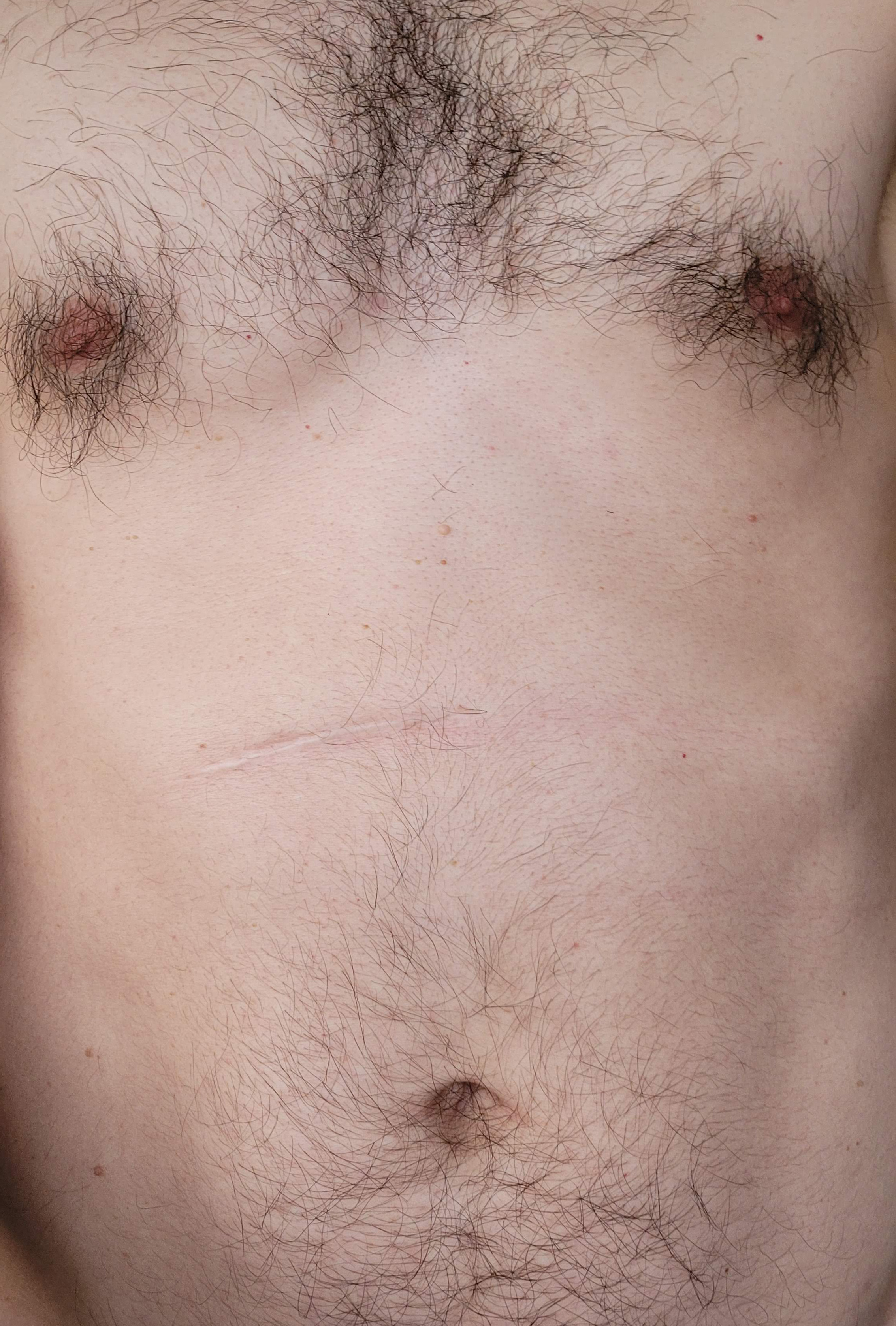
Horizontaal litteken van pyloromiotomie ca. 35 jaar na de operatie bij een baby van 3 maanden oud.